# Pablo Marini
Pablo Alejandro Marini (ur. 31 stycznia 1967 w Pérez) – argentyński piłkarz występujący na pozycji napastnika, trener piłkarski.

## Kariera klubowa
Marini jest wychowankiem akademii juniorskiej klubu Newell’s Old Boys z siedzibą w Rosario, jednak nie zdołał przebić się do pierwszego zespołu i profesjonalną karierę rozpoczynał jako dwudziestolatek w drużynie Instituto AC Córdoba. W jej barwach w 1987 roku zadebiutował w argentyńskiej Primera División, spędzając w Instituto rok, podczas którego zanotował dwa występy – swoje jedyne w najwyższej klasie rozgrywkowej. Bezpośrednio po tym odszedł do trzecioligowego Central Córdoba z Rosario, gdzie również występował przez jeden sezon. W 1990 roku przeniósł się do innego trzecioligowca – pełniącego rolę beniaminka rozgrywek Argentino de Rosario, w którym spędził kolejne trzy lata, bezskutecznie walcząc o awans do drugiej ligi. Jego udane występy zaowocowały transferem do drugoligowego Club Atlético Nueva Chicago ze stołecznego Buenos Aires, w którego barwach spędził rok głównie jako rezerwowy.
W 1994 roku Marini powrócił do trzecioligowego Argentino de Rosario, skąd po roku przeszedł do grającego w drugiej lidze zespołu Club Atlético Douglas Haig z siedzibą w Pergamino. Po nieudanych sześciu miesiącach, podpisał umowę z drugoligowym Arsenalem de Sarandí – tam z kolei od razu wywalczył sobie miano czołowego zawodnika ekipy i w sezonie 1995/1996 został wicekrólem strzelców Primera B Nacional, ustępując jedynie Adriánowi Czornomazowi. Bezpośrednio po tym został graczem kolejnego drugoligowca – ekipy San Martín de San Juan, gdzie jako niekwestionowana gwiazda drużyny spędził kolejne pięć lat. Nie zdołał awansować ze swym klubem do najwyższej klasy rozgrywkowej, jednak do dziś jest najlepszym strzelcem w historii występów San Martín w drugiej lidze (66 goli) i uznaje się go za jedną z klubowych legend.
W 2001 roku Marini wyjechał do Włoch, gdzie przez kilka miesięcy grał w piątoligowym Tivoli Calcio. Po europejskim epizodzie powrócił do ojczyzny, gdzie przez pół roku bez poważniejszych osiągnięć pozostawał zawodnikiem trzecioligowego Juventud Unida Universitario z siedzibą w San Luis. Profesjonalną karierę piłkarską zakończył w wieku 35 lat jako zawodnik chilijskiego drugoligowca CD Fernández Vial z miasta Concepción.

## Kariera trenerska
Bezpośrednio po zakończeniu kariery piłkarskiej Marini rozpoczął pracę jako trener, obejmując swój były klub z czasów zawodniczych – czwartoligowy Argentino de Rosario. W sezonie 2003/2004 triumfował z nim w rozgrywkach Primera C Metropolitana i dzięki temu awansował z nim do trzeciej ligi argentyńskiej. W latach 2004 i 2006–2007 był asystentem Américo Gallego, współpracując z sukcesami u jego boku najpierw w swoim macierzystym Newell’s Old Boys, zaś potem w meksykańskim Deportivo Toluca. W tej roli zdobył mistrzostwo Argentyny (2004), wicemistrzostwo Meksyku (2006) i superpuchar Meksyku (2006). W lutym 2007 zastąpił Nery'ego Pumpido na stanowisku trenera Newell’s Old Boys, który prowadził bez większych sukcesów przez kolejne siedem miesięcy (25 ligowych meczów – 9 zwycięstw/6 remisów/10 porażek), po czym we wrześniu 2007 zrezygnował ze stanowiska wobec serii gorszych wyników.
W lipcu 2008 Marini objął kolejny ze swoich byłych zespołów – klub San Martín de San Juan, będący wówczas spadkowiczem z najwyższej klasy rozgrywkowej. Jego trenerem pozostawał przez pięć miesięcy z przeciętnym skutkiem (18m – 7z/6r/5p), po czym rozwiązał kontrakt za porozumieniem stron. W styczniu 2009 został szkoleniowcem chilijskiej drużyny Audax Italiano ze stołecznego Santiago, gdzie spędził udany rok (42m – 20z/10r/12p) – w obydwóch sezonach zakwalifikował się do ligowej fazy play-off (najpierw z siódmego, a potem z trzeciego miejsca), za każdym razem odpadając z niej jednak w ćwierćfinale. Z Audax odszedł niespodziewanie w lutym 2010, kiedy to zdecydował się na skorzystanie z oferty meksykańskiego klubu Jaguares de Chiapas z miasta Tuxtla Gutiérrez, walczącego o uniknięcie relegacji z ligi. Zanotował tam zadowalający pobyt (12m – 4z/5r/3p) i utrzymał ekipę w najwyższej klasie rozgrywkowej, lecz już po trzech miesiącach stracił posadę ze względu na zmianę właściciela (zespół Jaguares został przejęty przez koncern Grupo Salinas).
W sierpniu 2010 Marini podpisał umowę z wyżej notowaną meksykańską drużyną – CF Pachuca, zastępując na stanowisku swojego rodaka Guillermo Rivarolę. W pierwszym sezonie doprowadził ją do ćwierćfinałów ligowych play-offów, a w grudniu wziął także udział w Klubowych Mistrzostwach Świata – tam jego zawodnicy niespodziewanie odpadli już w ćwierćfinale po porażce z kongijskim TP Mazembe (0:1), zajmując ostatecznie piąte miejsce w turnieju po pokonaniu w serii rzutów karnych emirackiej Al-Wahdy (2:2, 4:2 k). Znacząco osłabiło to pozycję szkoleniowca, który Pachucę prowadził ostatecznie przez siedem miesięcy (24m – 8z/8r/8p) – został zwolniony w marcu 2011 po serii kiepskich rezultatów (jedno zwycięstwo w ostatnich ośmiu meczach). Rok później powrócił do ojczyzny, gdzie zgodził się pomóc swojemu byłemu klubowi – trzecioligowemu Juventudowi Unida Universitario – w uniknięciu relegacji. Jego trenerem był przez trzy miesiące (13m – 5z/4r/4p), wypełniając postawione przed nim zadanie.
W lipcu 2012 Marini powrócił do Audax Italiano, gdzie w pierwszym sezonie zajął ósme miejsce w lidze chilijskiej i dotarł do ćwierćfinału play-offów, lecz kolejne rozgrywki okazały się w wykonaniu jego podopiecznych dużo gorsze – dopiero czternasta pozycja w tabeli, w czerwcu 2013 poskutkowała decyzją zarządu o nieprzedłużaniu umowy z trenerem po roku pracy (36m – 12z/9r/15p). W styczniu 2014 powrócił do Meksyku, w miejsce Rubéna Israela zostając szkoleniowcem walczącego o utrzymanie klubu Atlante FC z siedzibą w Cancún. Mimo iż w krótkim czasie poprawił grę drużyny (15m – 5z/2r/8p), to nie zdołał uchronić jej przed spadkiem do drugiej ligi na koniec rozgrywek 2013/2014, a bezpośrednio po tym odszedł z Atlante. W czerwcu tego samego roku podpisał kontrakt z nowo powstałym meksykańskim zespołem Mineros de Zacatecas, który przystąpił do rozgrywek drugoligowych. Prowadził go przez dziesięć miesięcy (30m – 14z/8r/8p), lecz nie zdołał spełnić postawionego przed nim celu, którym był awans do najwyższej klasy rozgrywkowej.
W maju 2015 Marini objął meksykańską ekipę Puebla FC, z którą już dwa miesiące później zdobył superpuchar Meksyku – Supercopa MX, a w swoim premierowym sezonie po sześciu latach nieobecności zakwalifikował się z nią do ligowej fazy play-off (odpadł z niej w ćwierćfinale). W 2016 roku poprowadził ją natomiast w południowoamerykańskich rozgrywkach Copa Libertadores, do których zdołał awansować dzięki wspomnianemu zwycięstwu w superpucharze; był to pierwszy występ w Pucharze Wyzwolicieli w historii Puebli, jednak drużyna zakończyła swój udział w tym turnieju już w rundzie wstępnej. Ogółem Pueblę prowadził przez dziesięć miesięcy (33m – 11z/10r/12p), został zwolniony w kwietniu 2016 w wyniku serii słabych wyników (siedem meczów z rzędu bez zwycięstwa). Miesiąc później został szkoleniowcem meksykańskiego klubu Tiburones Rojos de Veracruz.